# Krapcho-Decarboxylierung
Die Krapcho-Decarboxylierung, manchmal auch als Krapcho-Reaktion oder Krapcho-Decarbalkoxylation bezeichnet, ist eine Namensreaktion der organischen Chemie. Benannt wurde die Reaktion nach ihrem Entdecker Andrew Paul Krapcho, der sie 1967 veröffentlichte. Mit Hilfe dieser Reaktion lassen sich α,α-disubstituierte Ester und α-monosubstituierte Ester decarboxylieren.

## Übersicht
Die Reaktion findet in einem aprotisch-polaren Lösungsmittel (z. B. DMSO, DMF, DMA oder HMPT) statt. Bei der Reaktion von Estern, die in α-Stellung einen elektronenziehenden Rest (hier als X dargestellt) besitzen, mit Cyanidionen (z. B. aus KCN) wird der Ester decarboxyliert und Kohlenstoffdioxid wird als Gas frei.

R = Wasserstoff, Alkylgruppe, Arylgruppe, die Reste können gleich, aber auch verschieden sein; R^{1} = Alkylgruppe; X = elektronenziehende Gruppe, wie Nitrilgruppe, Estergruppe, Carbonylgruppe oder Sulfongruppe

Anstelle von Kaliumcyanid kann die Reaktion auch mit anderen Salzen durchgeführt werden: NaCN, LiCl, NaCl, NaBr, NaI, LiI·H2O, Na2CO3·H2O, Na3PO4·12 H2O.

## Mechanismus
Der Verlauf des Mechanismus hängt von den Resten R ab, die am α-Kohlenstoffatom gebunden sind.

### α,α-disubstituierte Ester
Sind beide Reste R von Wasserstoff verschieden, ist der Ester also α,α-disubstituiert, greift das Salz (hier durch das Cyanidanion dargestellt) die Alkylgruppe (hier eine Methylgruppe) 1 im Zuge einer SN2-Reaktion an und geht als Methylcyanid ab. Zurück bleibt ein Carboxylat 2 aus dem nun durch Umlagerung von Elektronen Kohlenstoffdioxid abgespalten wird und ein Carbanion 3 als Übergangszustand entsteht. Dieses wird durch Wasser zum decarboxylierten Produkt 4 protoniert.

### α-monosubstituierte Ester
Gilt für den einen Rest R = H, ist das Edukt ein α-monosubstituierter Ester 5. In diesem Fall greift das Cyanidion die Carbonylgruppe 5 an und es entsteht ein tetraedrischer Übergangszustand 6. Unter Ausbildung einer C=O-Doppelbindung entsteht zum einen das Carbanion 3, dass auch bei α,α-disubstituierten Estern entstanden ist, und zum anderen Cyanameisensäureethylester (7). Das Carbanion 3 wird wiederum von Wasser zum Produkt 4 protoniert. Der Cyanameisensäureethylester (7) reagiert mit Wasser unter Abspaltung von Blausäure und Kohlenstoffdioxid zum Nebenprodukt 8 in Form eines Alkohols.